# Dranse (Wallis)
De Dranse is een rivier in het kanton Wallis in het Franse deel van Zwitserland. Het stroomgebied van de Dranse beslaat het Zwitserse district Entremont. Dat betekent dat het water uit Verbier en van de noordelijke kant van het massief van de Grand Combin en de Grote Sint-Bernhardpas in de Dranse komt.
De Dranse d'Entremont en de Dranse de Bagnes, die ook in het district Entremont ligt, komen in Sembrancher, aan de voet van Le Catogne, samen en vormen een rivier. In de bocht, die de Dranse maakt van Sembrancher tot aan het begin van Martigny, langs de weg van Martigny richting Verbier en de Grote Sint-Bernhardpas, stroomt de Dranse het snelst. Het dal is daar het smalst. De Dranse is in Martigny gekanaliseerd. Waar het dal van de Rhône bij Martigny een knik maakt vanuit het oosten naar het noorden, mondt de Dranse uit in de Rhône.